# Jonna Pedersen
Jonna Pedersen (født 20. oktober 1971 i Odense) er en dansk kunstmaler, kurator og digter, som arbejder med maleri, collage, linoleumstryk, readymades, tegning og poesi samt design af Playhouse artwear. Hun er uddannet fra kunstskoler i England og Danmark, bosat i Rødovre, arbejder i atelier legeHUSET, og er gift med billedkunstner og komponist Bjørn Eriksen.

## Baggrund og uddannelse
Jonna Pedersen er opvokset i Lumby på Fyn som den yngste af to søskende. Forældrene er vognmand Peder Pedersen og økonoma Jytte Aase Pedersen.
Uddannet Cand.negot., i fransk og engelsk fra Syddansk Universitet Odense, 1996 og kunstnerisk hos Håkan Nyström samt fra private billedkunstskoler i København og London 2003-04.
Efter kandidateksamen rejste hun et halvt år i Afrika og Mellemøsten før hun fik job i London og her arbejdede hun nogle år indenfor brandmanagement, PR- og kommunikation. Fra 2003 valgte Jonna Pedersen at følge sin kunstneriske drivkraft som billedkunstner. I de senere år har hun tillige virket som konceptudvikler og kurator for museumsrettede gruppeudstillinger, samt taget poesi og digtning ind i forbindelse med billedkunsten.

## Værk
Jonna Pedersen levendegør elementer fra det 20. og 21. århundredes kulturhistorie gennem sin kunstneriske produktion. Hun undersøger en række temaer, der ligger lige for, og måske derfor glider under betragterens radar i den generelle hverdagsopmærksomhed. Eksempelvis tager hun afsæt for en kønsdebat i signifikante kvinders påklædning, fortolker ikoniske stjerner og stereotyper fra barndom og ungdom, efterser daglige kommunikationsvaner og uvaner, dansk madkultur og ikoniske konsumprodukter, og eksponerer byens skilte og facader, der rummer fortællinger om nærvær og levet liv.
Jonna Pedersen arbejder flermedialt med maleri, collage, tegning, skulptur, tekstil, readymades og digte.
Ofte danner en collage afsæt for det egentlige arbejde i maleriet. Her antyder ord og bogstaver, hvad maleriet handler om, samtidig med at disse grafisk optræder som autentiske elementer i billedfladen. Genre- og formmæssigt er der ofte tale om moderne stilleben.
Paletten i hendes malerier er kendetegnet ved en egenartet klarhed med referencer til tegneserier og konsumprodukter fra forbrugersamfundets udvikling og glansperiode i 1960’erne og -70’erne. Kunstneren er farvemæssigt inspireret af Johannes Itten’s teoretiske idé om komplementaritet, og metodisk undgår hun helst at dække flere flader med samme farve i sit maleri. Dette fører til en værkproduktion med en klar, veltempereret, behersket og personlig kolorit.
Kunsthistorisk trækker Jonna Pedersen på kilder, som ligger en generation eller to længere tilbage i tiden end den pop-art, hun ofte sammenlignes med, nemlig tilbage til de brølende 1920’ere, hvor amerikaneren Stuart Davis (en) fra New York kigger mod Europa, og lader sig inspirere af den sene kubisme, industrialismen (Matisse, Fernand Legér, m. fl.).
Stuart Davis lever fra 1892-1964 og han udlægger faktisk en sti mellem ’20erne og POP-kunsten, bl.a. med værket ’Odol’ 1924, der tilhører MoMa i New York. Her standser Jonna Pedersen op i 2008, da billedets formsprog og farver rammer lige ind i hendes egen produktion.  Og mødet animerer hende til at fortsætte udviklingen af den moderne stilleben som genre.
Med sin kærlighed til potentialet i hverdagens materialer og genstande står hun desuden på skuldrene af Randers-kunstneren Sven Dalsgaard, tyske Kurt Schwitters, amerikanerne James Rosenquist, Robert Rauschenberg samt for det narratives vedkommende David Hockney (en), som ligeledes udfordrer blikket, der ser, og de fortællinger motivet skaber i beskueren. 
Kunsthistoriker Trine Ross drager paralleller til Vilhelm Lundstrøm, Edward Hopper og ligeledes David Hockney i sin analyse af Jonna Pedersens formbehandling, der balancerer mellem abstraktion og figuration. 
- Kunstneren bevæger sig fra et abstraheret udtryk til en mere virkelighedsnær fortolkning, som ind imellem medfører maleriske greb, så Mamma Mia må staves MAMA MIA og der kommer et ekstra ’f i Caffeteria i Voldparken fra 2008. Værkerne vækker beskuerens ubevidste blik og tilfører et filter for tristesse og hjemlighed, og skaber en refleksion af de mennesker, der gik her engang, som peger hen mod vor egen eksistens.
I Jonna Pedersens kunst inviterer nostalgiske billedelementer betragteren til at reflektere over nutid og fortid.
Kunsthistoriker Mette Kristensen forklarer i bogen [ Fone ] Sexism Existence, Works and Poetry 2017-2023  om Jonna Pedersens værkserier, hvordan kunstneren gennem sine tolkninger af den refleksive nostalgi giver hverdagen betydning som spejling af den menneskelig eksistens, og påkalder betragterens nærvær i forhold til tid og rum.
Den refleksive nostalgi er kendetegnet af en længsel efter det mindede frem for den restorative nostalgi, der stræber efter at genfinde og gendanne det tabte, jf. efter Svetlana Boym (en) 1959-2015, russisk-amerikansk kunst- og litteraturforsker. 
Jonna Pedersen bruger det velkendte, som fremkalder erindringens humoristisk-positivt motiverende energi hos såvel beskueren som hos hende selv.

## Værkserier
- Emmef Riot2023 Brev i april – en flermedial ruminstallation, en fortolkning af Inger Christensens digt med samme titel
- 2023 Heerup revisited - til bords og til sommerdans, samtaler og nærkontakt med Henry Heerup [5]
- 2022 Fatale Femmes - Madonna, Jaqueline Kennedy, Snehvide, Helle Thorning-Schmidt, Marilyn Monroe [4]
- 2020 Existence and Liberty Shoes [6]
- 2017 Fone - om telefonkultur, sms’er og samtale [4]
- 2016 What You Really Cannot Live Without - om konsum, fremskridt og forbrugerkultur
- 2016 Ciggies - om verdensarv på cigaretpakker fra 1. og 2. verdenskrig
- 2014 Dansk Madkultur - en undersøgelse af typisk madretter og bagværk i maleri, collage og digte [7]
- 2009 Etikette-serien, med Generationers Bagemel, Heinz, Toms og mange flere [3]
- 2008 Byens Gader, Brooklyn, Vanløse, London og Barcelona [8]
- 2006 Jørgens Autohal - malerier fra et autoværksted
- 2005 Urban Tribe, grafiske og tekstile collager og malerier [9]

### Eksistensen og det skarpe hjørne
Det personlige ståsted og den menneskelige eksistens får hos mange et eftersyn ved halvtredsårsalderen, således også hos Jonna Pedersen, der tager kommunikationsvaner, sms- og telefonkultur, kønsdebat og sexisme under behandling fra 2017 og frem.
Ligeledes vender hun blikket mod teologen og filosoffen Søren Kierkegaards eksistensbegreb, og ser på, hvordan vi bliver til som os selv. I tilbageblik på barndommens påklædningsdukker, ungdommens musikidoler og voksenlivets stræben efter Villa, Volvo og Vovse bevæger kunstneren sig helt tæt på samtidens diskurs og menneskets søgen i maleri, digitale collager og endda t-shirts og tasker – samt nye digte. Inspiration henter hun i tegneserier, modetrends, magasiner og blade, og i sin egen opvækst og ungdom. 
I 2022 og 2023 bringer krigen i Ukraine, MeToo og feminismens genkomst en række Fatale Femmes frem på lærrederne. 

### Dokumentar om det typisk danske
Kunstnerens udforskning af Dansk Madkultur  faldt tilfældigvis sammen med daværende fødevareminister Dan Jørgensens kåring af den mest typisk danske madret, Stegt flæsk med persillesovs i 2014.  Kunstnerens inspiration baseredes dels på den voksende interesse for madlavning og råvarer, der sås i samfundet generelt, dels kunstnerens ønske om at se nærmere på maden som motiv og indholdet bag de emballager, hun havde arbejdet med i serien Konsumfortællinger.
I arbejdet med værkerne benyttede kunstneren som metode først at tilberede retten, smage på og sanse retten og derpå udføre en modelopstilling i atelieret af en typisk dansk madret som Hakkedreng med det hele, eller Danske Deller, eller Knasende og helst med øl til – de sprøde fiskefileter. Dansk smørrebrød og bagværk efter bedstemødrenes opskrifter indgik også i konceptet, hvor en cremet Medalje, En Himmelsk Mundfuld, fik sit eget digt med undervejs i processen.
- Det var sanseligheden, der primært lå kunstneren på sinde, mens hun skabte billeder af Sovsens Epoke, som Madhistoriker Svend Skafte Overgaard kaldte det 20. århundrede i kataloget til udstillingen Table for Two - Estonia 100 i 2018. 
En række af værkerne fra serien Brændende Kærlighed om Dansk Madkultur og konsum fungerer permanent som hukommelsesstimulerende udsmykning på Plejehjemmet Ørbygård i Rødovre. 

### Tidslommer og Konsumfortællinger
Temaet omkring Dansk Madkultur tog hun fat på som en serie stilleben efter en periode med et visuelt fokus på emballage, image, indpakning, arkitektur og designmæssig udvikling af bl.a. husholdningsartikler, hvor kunstnerens implicitte interesse lå på tidens markører, kønsroller og kulturelle udvikling, præsenteret formelt og motivisk i moderne stilleben, hvor produkterne også her havde stået model i atelieret til værkserien Etikette. 
Kunsthistoriker MA Bente Jensen hæfter sig i Jonna Pedersens Konsumfortællinger ved den prosaiske smag af hverdag og en umiskendelig smag af barndom. Forbrugsvarer kan få karakter af kulturelle samtidsikoner, hvor produkterne udtrykker en tidsånd. Af betydning er produkternes grafiske look og æstetiske indpakning. Visuel effektivitet og narrativitet kendetegner de produkter, der får betegnelsen ”klassikere”.
Konsumfortællingerne er en genoptagelse af en kunstnerisk genre, der har trængt til en ekspressiv revitalisering og fortolkning efter popkunstens tvetydige omfavnelse af forbrugersamfundets vare-ikonografi. Af tidsbestemte produkter og objekter uddrager Jonna Pedersen poetiske og almene fortællinger om levet liv, inklusiv hendes eget liv, mener Bente Jensen. Vi får endnu engang lov at percipere og opleve det smagfulde, duftende levede liv i en malerisk variant. 
I 2008 bestilte Finansforbundet en udsmykning til hovedsædet på Amager, og her valgte kunstneren at parafrasere over ikoniske steder i nabolaget, bl.a. Apoteket i Lagkagehuset på Christianshavns Torv, Eiffelbar i Wildersgade, Vestergaard Møbler Ved Volden tæt på Christiania m.fl. i forlængelse af værkserier fra Husum, Vanløse og New York med byens karakteristiske tidslommer som omdrejningspunkt.
En længere periode fortsatte byens facader med at inspirere kunstneren efter rejser til New York, London og Barcelona. Interessen for København stimuleredes dels af opgaven for Finansforbundet og dels af bogen København Con Amore af Søren Ulrik Thomsen og Jokum Rohde, udgivet 2006 
På den markante udstilling Jørgens Autohal, der fandt sted i Byggeriets Hus i 2006, viste hun en omfattende serie malerier, der havde udspring i et gammelt, lukningstruet autoværksted i Valby, som hun indledningsvis havde gennemfotograferet. Motiverne fremstilledes i et abstraherende figurativt formsprog og i den karakteristisk afstemte farvepalet.  Udstillingen fik omtale i Berlingske efteråret 2006.
Under sine rejser til New York 2005, Berlin og Barcelona i 2006 var Jonna Pedersen blevet grebet af at skildre byen som visuelt fænomen. Som en mental båndoptagelse fotograferede, tegnede og malede kunstneren sig igennem et bombardement af indtryk, som siden kom til at udgøre fundamentet for hendes formstærke stil og det farvesikre udtryk, hun tog med sig. 
Trine Ross beskriver, hvordan kunstneren oparbejdede en beherskelse af dagligdagens detaljer, som hun formåede at gøre både interessante og håndtérbare, rent visuelt, gennem forenkling, stilisering og den særlige form for fortættelse, hun har gjort til sit adelsmærke.
- Kunsten taler til både hjerte og hjerne, og bliver dermed relevant.
- Så snart man har lagt øjne på Jonna Pedersens version af kvarteret, så ser man for altid anderledes.  Trine Ross i Dokumentar, s.7.

## Kurator
Jonna Pedersen arbejder fra 2020 med konceptudvikling og kuratering af større, museumsrettede gruppeudstillinger. I 2022 og 2023 har det omhandlet Heerup og PRO - på opdagelsesrejse, en dialogudstilling mellem den gamle mester via Heerup Museets arkiv og medlemmerne af den 60 årige kunstnersammenslutning PRO, som har fortolket udvalgte Heerup-værker i maleri, skulptur, installation, collage og digtning. 
Jonna Pedersen kuraterer i 2023 sammen med to kunstnerkolleger Simon Gravenhorst Grimm og Jacob Hoff udstillingen Tilbageblik til Janus - Vestjyllands Kunstmuseum og Kunstbygningen i Vrå. Der vises retrospektive udvalg fra otte medvirkende kunstnere og her lindes der på døren til kunstnernes maskinrum.
Tilbageblik er en opfølger til udstillingen Efter-Billeder fra 2021 på Janus - Vestjyllands Kunstmuseum og til SAK Kunstbygningen i Svendborg, der blev til i samarbejde med kunstnerkollega Simon Gravenhorst Grimm. De medvirkende kunstnere besvarede hertil seks spørgsmål om, hvad der har inspireret dem til at gå kunstnervejen, hvad der grundlæggende var gået forud kunstnerisk set i opvækst og dannelse, og forud for den aktuelle værkproduktion, samt hvad der havde ledt frem til deres artists statement og aktuelle ståsted.
Spørgsmål og svar var en del af præsentationen på disse udstillinger.  Omtalt bl.a. i Kunstmagasinet Janus Marts 2021 og hos komkunst.dk. 

## Nationalt og internationalt samarbejde
Jonna Pedersen deltog i 2016 i fejring af KKS - Kvindelige Kunstneres Samfunds 100 års Jubilæum med værkpræsentation på flere udstillinger, og hun engagerede sig internationalt fra 2010-2014 i netværksbaserede udstillinger under titlen Global Village i samarbejde med den hollandske kurator Jeroen van Paassen. Sammen med maleren og ægtefællen Bjørn Eriksen blev hun inviteret med som udstiller i relation til VM i Fodbold i Sydafrika.
Er endvidere repræsenteret på Museum Ovartaci i Aarhus med værket #depressionsspisning, der sætter fokus på over- og underspisning i forbindelse med depression og udtrykker psykisk sårbarhed i den forbindelse. 

## Udstillinger
Allerede i starten af karrieren blev kunstneren optaget på ni censurerede udstillinger og fik indenfor de første år gallerikontakter i Berlin, London, Tel Aviv, New York, Barcelona og København.

### Udvalgte udstillinger
- 2005 - Debut på Charlottenborgs Forårsudstilling, København, deltager samme sted 2006
- 2006 - Kunstnernes Påskeudstilling Aarhus Kunstbygning
- 2006 - 2007 Kunstnernes Sommerudstilling - Janus Vestjyllands Kunstmuseum, Tistrup
- 2006 - 2007 KE Kunstnernes Efterårsudstilling, Den Frie, København

#### Soloudstillinger
- 2025 Time Travel, Udstillingsstedet Sorø
- 2024 Brændende Kærlighed i Fødevareministeriet, Fortiden i fremtidens mad
- 2024 Eftertanker, Møllen, Vejle Kunstforening
- 2023 Brev i april, Kunsthal Vejle RUM 21, Vejle. Støttet af Billedkunstrådet i Vejle Kommune
- 2023 Homo Vita - i dialog med Bjørn Eriksen, Birkerød Kunstforening
- 2022 Yes. No! Maybe…, Kunsthal Vejle og Rum 21, Vejle
- 2021 Existence, Davis Gallery, Bredgade 69, København K
- 2019 Cigaretter, Whisky og…, Gallerie Jaan, Danmark
- 2019 [ Fone ], Heerup Museum, Rødovre
- 2019 De 20 Bud, Kunsthal Vejle. Støttet af Billedkunstrådet i Vejle Kommune
- 2014 The Face of the City, Augustiana, Augustenborg
- 2014 Du søde liv med Marie J. Engelsvold, North Art Galleri, København
- 2014 Crazy About Covers, Priiskorn Contemporary København
- 2013 Blikfang, Galleri Hegnhøj & Blyme, Gothersgade, København
- 2013 Verden findes et sted med Bjørn Eriksen, Frederikshavn Kunstmuseum [18]
- 2012 FootAction, GX Gallery, London, England
- 2012 Galleri Jytte Arntzen, København
- 2012 Æglageret med Mette Rishøj, Holbæk
- 2009 Etikette, Copenhart Gallery, Valby
- 2008 De elskende og byens gader, Galleriet Jørgen Østergaard, Ikast
- 2008 De elskende og byens gader, med Bjørn Eriksen, Kunstpakhuset Ikast,
- 2008 Tidslommer og knaphuller, Copenhart Gallery, Valby
- 2007 Urbane Fortællinger, NBeX, Galleri NB, Viborg
- 2006 Jørgens Autohal i Byggeriets Hus
- 2005 Cobra-rummet ved Sophienholm, Lyngby Kunstforening

#### Gruppeudstillinger - udvalgte danske og internationale
- 2023 Tilbageblik, Janus Vestjyllands Kunstmuseum. Kurator Simon Grimm, Jacob Hoff og Jonna Pedersen, Støttet af Statens Kunstfond og 15. juni Fonden.
- 2023 Heerup og PRO - på opdagelse, Heerup Museum, Rødovre
- 2022 International Affairs, Rathenau Hallen G59, Berlin. Kurator Steffen Blunk
- 2022 People to People, Davis Gallery, København - et samarbejde med Den Indonesiske Ambassade
- 2022 PRO kunstnersammenslutning, Helligåndshuset, København
- 2021 Efter-billeder, SAK Kunstbygning, Svendborg. Kurator Simon Grimm og Jonna Pedersen, Støttet af Statens Kunstfond.
- 2021 Efter-billeder, Janus Vestjyllands Kunstmuseum, Tistrup.
- 2021 20 x Testimony, Kunsthal Vejle
- 2020 In My Own Space, Bredgade Kunsthandel, København
- 2020 Bank- og Sparekassemuseet, Artmoney, København
- 2020 Sommerudstilling 2020, Bredgade Kunsthandel, København
- 2020 Art Herning, MCH Herning Kongres Center
- 2020 Human and Nature, Art Gallery No. 6, Guangzhou, Kina. Kurator Mari Blomroos-Heininen
- 2019 PLAY room, Zaandam, Holland
- 2019 100% Female, Alkmaar, Holland. Kurator Jeroen van Paassen
- 2019 Sommerudstilling 2019, Bredgade Kunsthandel, København
- 2019 Remix #5, Galleri Kunstmix, Østerbro København
- 2019 Vinterudstilling 2019, Bredgade Kunsthandel, København
- 2018 Kunsthal Vejle, Den Blå Automat, Vejle
- 2018 Overgang, Museum Ovartaci, Aarhus
- 2018 Table for Two med Külli Suitso i Bredgade Kunsthandel, København. Kurator Inge Schjødt
- 2018 Contemporary Art Lethes Art 2018, Ponte de Lima, Portugal. Kurator Victor Vidal
- 2018 POP/UP, Mika Gallery Tel Aviv @ The Refinery, New York, USA
- 2017 Velbekomme! med Lars Heiberg og Jesper Aabille i Kunstforeningen Det Ny Kastet, Thisted
- 2017 Fresh Paint Contemporary Art Fair 2017, The Steinhardt Museum, Israel
- 2016 Fresh Paint Contemporary Art Fair, Tel Aviv, Israel - også 2018
- 2016 KKS 100 År, Kirsten Kjærs Museum, Langvad Thy
- 2016 Fejring af Anna Ancher, KKS 100 År, Skagen Odde Naturcenter, Skagen
- 2016 Buket, KKS 100 År, Gammelgaard, Herlev
- 2014 Viborg International Billboard Painting Festival, Viborg
- 2014 My Place, Heerup Museum, Rødovre. Kurator Anni Lave
- 2014 Global Village 2012 og 2014, Kulturhuset Brønden, Brøndby
- 2014 Global Village 2014, Landshut, Tyskland
- 2013 An Introduction to Global Village, ABC Treehouse, Amsterdam, Holland
- 2012 Global Village, Projekt 072, Alkmaar, Holland. Kurator Jeroen van Paassen
- 2012 Global Village, Château Sully, Burgundy, France. Kurator Jeroen van Paassen
- 2012 The Big Show 7, Silas Marder Gallery, Bridgehampton, New York, USA
- 2012 New York City Blues, med Grace Pillard, Robin Tewes, Bjørn Eriksen, Augustiana
- 2012 New York City Blues, med Grace Pillard, Robin Tewes, Bjørn Eriksen, Kunstpakhuset Ikast
- 2010 International Fine Art, FIFA, Johannesburg / Durban / Capetown, Syd Afrika, samt turné til Kina, Honduras, New Zealand, Deutsches Sport & Olympia Museum, Tyskland
- 2010 Global Village, Alkmaar, Holland. Kurator Jeroen van Paassen, Stiching White Cube
- 2008 Zephyr, Monkdogz Urban Art, New York, USA
- 2008 Oh, Danmark, Copenhart Gallery, Valby
- 2007 Cows on walls, Copenhart Gallery, Valby
- 2006 Inaugural show, Monkdogz Urban Art, New York, USA
- 2006 To the moon, Alice...,Heidi Cho Gallery, New York, USA
- 2006 Nordic Moods, Galeria La Frutéria, Barcelona, Spanien
- 2006 Galerie Zone F, Berlin, Tyskland
- 2005 Sisters, Berlin En opdateret udstillingsoversigt kan ses på kunstnerens hjemmeside.

## Udsmykningsopgaver
- 2023 Spinderihallerne, Vejle
- 2021 Patrade IPR Consulting House, København
- 2019 Ørbygård Plejehjem, Rødovre
- 2014 Viborg International Billboard Festival, Viborg
- 2013 Headspace, Denmark, Rødovre
- 2010 Happy Xmas Tree, København
- 2010 2010 International Fine Art, FIFA World Cup, Sydafrika
- 2009 Danmarksindsamlingen, TV2
- 2008 Finansforbundet, København

## Repræsenteret
- Rita Houmanns Samling, Danmark
- Jens Olesen’s Art Collection
- Luciano Benetton Collection Imago Mundi, Italien
- Alexandre Gertsman Contemporary Art Collection, New York, USA
- Sociale Verzekeringsbank, Zaanstad, Holland
- Than Mór Mail Art Museum, Ungarn
- JANUS - Vestjyllands Kunstmuseum, Danmark
- Museum Ovartaci, Aarhus
- Heerup Museum, Rødovre
- Viborg International Billboard Painting Foundation, Viborg
- Rødovre Kommune – Lokalhistorisk Arkiv og Headspace Rødovre
- Gladsaxe Kommune
- Private kunstsamlinger i Danmark, England, USA, Norge, Sverige og Israel

## Legater og priser
- 2021 Danske Billedkunstneres Fagforenings Ophavsretsfond - arbejdslegat
- 2020 Kulturministeriets Arbejdslegat
- 2011 Statens Kunstfond - Arbejdslegat
- 2010 Hielmstierne/Rosencroneske Fond - Arbejdslegat
- 2009 Statens Kunstråd - rejselegat
- 2008 Statens Kunstfond - rejselegat
- 2006 Hielmstierne/Rosencroneske Foundation - Arbejdslegat
- 2006 Oticon Foundation – Rejselegat
- 2006 Toyota Foundation – Rejselegat
- 2005 Honorable Award - ART NOW
- 2005 Honorable Award - ART ADDICTION

## Meritter
Jonna Pedersen har siden 2021 været medlem af kunstnersammenslutningen PRO.
Jonna Pedersen har virket som censor på Nordkraft-udstillingen 2014, Drawing Marathon 2019-20 og siden 2021 været engageret som kunstnerisk repræsentant i Kunsthal Vejles Advisory Board.
Medlem af Kvindelige Kunstneres Samfund siden 2010, og medlem af BKF - Billedkunstnernes Forbund siden 2006.

## Biografi
Jonna Pedersen er født 20. oktober 1971 i Odense.
I barndomshjemmet har forældrene Jytte Aase Pedersen og Peder Pedersen skabt en åben og ukonventionel atmosfære med frie rammer. Jonna Pedersen har haft let ved skolegang og studier, glad for sprog og kommunikation, men følte sig ikke hjemme i kommunikationsbranchen, som blev første karrierevalg efter den akademiske cand. negot. uddannelse fra Syddansk Universitet.
I ungdomsårene har hun rejst meget og besøgt talrige kunstmuseer, samt tegnet og malet og erfaret betydningen af det håndgribeligt skabende i krop og sind. Det nære, det sanselige og formidlingen af en visuelt tolket kultur- og kunsthistorie bliver omdrejningspunktet fra trediveårsalderen, hvor hun dels møder kunstnerkollega og senere ægtefælle, Bjørn Eriksen i et atelierfællesskab, og dels indenfor få år høster anerkendelse på ganske mange censurerede udstillinger.
Den kunstneriske vej er nu hendes, hun udstiller i ind- og udland, og har sin base i Rødovre.

### Presse, TV og radio
Se opdateret oversigt på https://www.jonnapedersen.dk